# Omiodes niphoessa
Omiodes niphoessa là một loài bướm đêm trong họ Crambidae.